# María del Milagro París
María del Milagro París Coronado (San José, 20 de mayo de 1961) es una nadadora costarricense. Fue la primera deportista costarricense en llegar a una final mundial, ocupando el V lugar en el Campeonato Mundial de Natación de 1975 y la primera atleta hombre o mujer costarricense en llegar a una final olímpica, ocupando el octavo lugar en los Juegos Olímpicos de Moscú 1980.

## Biografía
Nació en San José, el 20 de mayo de 1961. Inició su brillante carrera deportiva a los 8 años de edad cuando participó por primera vez en el Torneo de Novatos del Country Club, obteniendo el primer lugar en la categoría pre-infantil.
Integró el club de natación del Colegio La Salle, pasando en 1972 a formar parte del equipo del Club Cariari. Con este equipo ganó consecutivamente el Campeonato Nacional de Natación, hasta 1980.
En 1973 participó en un importante torneo contra el equipo panameño Club Internacional. Ganó los 6 eventos en que compitió e impuso el primer récord nacional en una piscina de 50 metros.
En julio de ese año, asistió a la edición número 8 del Campeonato Centroamericano y del Caribe de Natación (CCCAN), realizado en Ibagué, Colombia, donde ganó 4 medallas: una de oro, dos de plata y una de bronce.
Pero su gran estreno fuera de Costa Rica sucedió, realmente, en Guatemala, donde se convirtió en la reina de los primeros Juegos Deportivos Centroamericanos de 1973, con 13 medallas de oro y 1 de plata. Gracias a su hazaña se le declaró la mejor atleta del torneo, la mejor nadadora y atleta del año en Costa Rica y la mejor atleta de Centroamérica, distinción otorgada por la Asociación de Periodistas y Locutores Deportivos de Guatemala.
Para Francisco Rivas, entrenador de Sylvia y Claudia Poll y la misma París:

Ella fue la primera reina que tuvo el deporte costarricense, acostumbrado solo al triunfo de los hombres. Aquella niña se robó el corazón de los ticos.

Al año siguiente compitió en los XII Juegos Centroamericanos y del Caribe en República Dominicana. Se inscribió en 6 pruebas y ganó 3 medallas de oro, dos de plata y 1 de bronce.
Con 14 años compitió en el II Campeonato Mundial de Natación de 1975, donde obtuvo el quinto lugar en los 100 metros mariposa y se le condecoró como la mejor nadadora de América Latina.
En enero de 1976, sufrió una fractura durante una competencia en Panamá. Tuvo que pasar un mes con yeso y otro mes en recuperación, antes de volver de lleno a las prácticas en marzo, a cuatro meses de los Juegos Olímpicos de Montreal. Aunque redoblaron los esfuerzos y pasaron de dos a tres entrenamientos diarios, París y su técnico no pudieron recuperar el tiempo perdido. María del Milagro fue décima y no entró en la final.
En 1977 protagonizó una de sus grandes actuaciones durante los II Juegos Deportivos Centroamericanos, en El Salvador. A pesar de haberse torcido un tobillo, nadó con la pierna inflamada y ganó 10 medallas de oro y tres de plata.
En agosto de ese año viajó a Berlín Occidental, al III Campeonato Mundial de Natación, donde ocupó el décimo lugar en la prueba de 100 metros mariposa.
En 1980 se convirtió en la primera atleta tica que lograba avanzar en una final olímpica. Esto ocurrió en los Juegos Olímpicos de Moscú 1980 cuando clasificó en la final A de los 100 metros mariposas, ocupando el séptimo lugar.
María del Milagro París se retiró de la natación en 1983 para dedicarse a la medicina.
La piscina que se encuentra en el Parque Metropolitano La Sabana, en San José lleva su nombre. La Municipalidad de Cartago la declaró "Hija Predilecta y Adoptiva".